# Seznam nemateriálních statků tradiční lidové kultury České republiky
Seznam nemateriálních statků tradiční lidové kultury České republiky vede Národní ústav lidové kultury (NÚLK), jehož hlavním účelem je ochrana, zachování, identifikace, rozvoj a podpora nemateriálního kulturního dědictví na území České republiky. Zaměřuje se především na jevy tradiční kultury venkovských komunit. Byl zřízen příkazem ministra č. 41/2008 v souladu s usnesením vlády České republiky ze dne 11. června 2003 č. 571 ke Koncepci účinnější péče o tradiční lidovou kulturu v České republice (bod 4.2.5.) a k implementaci Úmluvy o zachování nemateriálního kulturního dědictví, jejíž smluvní stranou se Česká republika stala dne 18. května 2009. Byl novelizován příkazem ministryně č. 45/2012 v souladu s usnesením vlády České republiky ze dne 5. ledna 2011 č. 11 ke Koncepci účinnější péče o tradiční lidovou kulturu v České republice a v rámci implementace Úmluvy o zachování nemateriálního kulturního dědictví.
S odvoláním na příkaz ministra č. 41 ze dne 22. prosince 2008 a na Úmluvu o zachování nemateriálního kulturního dědictví vydal odbor regionální a národnostní kultury Ministerstva kultury metodický pokyn pro vedení tohoto Seznamu.
Podmínkou pro uchazeče o zápis kulturního statku na Seznamu nemateriálních statků tradiční lidové kultury České republiky je od roku 2015 předchozí zápis v příslušném krajském seznamu nemateriálních statků tradiční lidové kultury.
Zápis kulturního statku na Seznamu nemateriálních statků tradiční lidové kultury České republiky je jednou z podmínek pro zapsaní na seznam ústního a nehmotného dědictví UNESCO.

## Aktuální statky
| Pořadové číslo položky | NÚLK | Název statku | Objednavatel                                                                 | Krajský seznam | Vyhlášeno | Obrázek | Commons                                                                    |
| ---------------------- | ---- | --- | ---------------------------------------------------------------------------- | --- | --------- | ------- | -------------------------------------------------------------------------- |
| 1/2009                 |      | Slovácký verbuňk | Národní ústav lidové kultury ve Strážnici                                    | Seznam nemateriálních statků tradiční lidové kultury Zlínského kraje, Seznam nemateriálních statků tradiční lidové kultury Jihomoravského kraje                                                                                      | 2009      |         |                                                                            |
| 2/2009                 |      | Vesnické masopustní obchůzky a masky na Hlinecku                                                                          | NPÚ – SLS Vysočina, Hlinsko                                                  | Seznam nemateriálních statků tradiční lidové kultury Pardubického kraje | 2009      |         | Kategorie „Masopust in Musaion of Kinsky Summerhouse“ na Wikimedia Commons |
| 3/2009                 |      | Jízdy králů na Slovácku                                                                                                   | Národní ústav lidové kultury ve Strážnici                                    | Seznam nemateriálních statků tradiční lidové kultury Zlínského kraje, Seznam nemateriálních statků tradiční lidové kultury Olomouckého kraje, Seznam nemateriálních statků tradiční lidové kultury Jihomoravského kraje              | 2009      |         | Kategorie „Ride of the Kings“ na Wikimedia Commons                         |
| 4/2009                 |      | Sokolnictví – umění chovu dravců, jejich ochrany, výcviku a lovu s nimi                                                   | Ministerstvo zemědělství                                                     | | 2009      |         | Kategorie „Falconry in the Czech Republic“ na Wikimedia Commons            |
| 5/2011                 |      | Myslivost – plánovitě trvale udržitelné obhospodařování zvěře a jejího prostředí jako přirozená součást života na venkově | Českomoravská myslivecká jednota                                             | | 2011      |         | Kategorie „Falconry in the Czech Republic“ na Wikimedia Commons            |
| 6/2012                 |      | Valašský odzemek | Valašské muzeum v přírodě v Rožnově pod Radhoštěm                            | Seznam nemateriálních statků tradiční lidové kultury Zlínského kraje | 2012      |         |                                                                            |
| 7/2012                 |      | Vodění jidáše | Národní památkový ústav, ú.o.p. Pardubice                                    | Seznam nemateriálních statků tradiční lidové kultury Pardubického kraje | 2012      |         |                                                                            |
| 8/2012                 |      | Východočeské loutkářství                                                                                                  | Královéhradecký kraj, Pardubický kraj                                        | Seznam nemateriálních statků tradiční lidové kultury Královéhradeckého kraje, Seznam nemateriálních statků tradiční lidové kultury Pardubického kraje                                                                                | 2012      |         |                                                                            |
| 9/2013                 |      | Běh o Barchan | Město Jemnice                                                                | Seznam nemateriálních statků tradiční lidové kultury Kraje Vysočina | 2013      |         |                                                                            |
| 10/2014                |      | Technologie výroby modrotisku                                                                                             | Národní ústav lidové kultury ve Strážnici                                    | Seznam nemateriálních statků tradiční lidové kultury Jihomoravského kraje | 2014      |         | Kategorie „Blue printing“ na Wikimedia Commons                             |
| 11/2014                |      | Tradiční léčebné procedury a odkaz V. Priessnitze                                                                         | Olomoucký kraj                                                               | Seznam nemateriálních statků tradiční lidové kultury Olomouckého kraje | 2014      |         | Kategorie „Vincent Priessnitz“ na Wikimedia Commons                        |
| 12/2014                |      | České loutkářství – lidové interpretační umění                                                                            | Národní informační a poradenské středisko pro kulturu, Praha                 | Krajský seznam nemateriálních statků tradiční lidové kultury v hlavním městě Praze, Seznam nemateriálních statků tradiční lidové kultury Libereckého kraje                                                                           | 2014      |         | Kategorie „Puppets“ na Wikimedia Commons                                   |
| 13/2015                |      | Betlémská cesta v Třešti                                                                                                  | Muzeum Vysočiny Třebíč                                                       | Seznam nemateriálních statků tradiční lidové kultury Kraje Vysočina | 2015      |         |                                                                            |
| 14/2015                |      | Lidová tradice výroby vánočních ozdob ze skleněných perliček                                                              | Muzeum Českého ráje v Turnově                                                | Seznam nemateriálních statků tradiční lidové kultury Libereckého kraje | 2015      |         | Kategorie „Glassmaking in Poniklá“ na Wikimedia Commons                    |
| 15/2016                |      | Skřipácká muzika na Jihlavsku                                                                                             | Muzeum Vysočiny Třebíč                                                       | Seznam nemateriálních statků tradiční lidové kultury Kraje Vysočina | 2016      |         |                                                                            |
| 16/2016                |      | Velikonoční obchůzky s Jidáši na Bučovicku                                                                                | Masarykovo muzeum v Hodoníně                                                 | Seznam nemateriálních statků tradiční lidové kultury Jihomoravského kraje | 2016      |         |                                                                            |
| 17/2017                |      | Historický morový průvod v Brtnici                                                                                        | Muzeum Vysočiny Třebíč                                                       | Seznam nemateriálních statků tradiční lidové kultury Kraje Vysočina | 2017      |         |                                                                            |
| 18/2017                |      | Milevské maškary | Maškarní sdružení, spolek pro udržování tradic v Milevsku                    | Seznam nemateriálních statků tradiční lidové kultury Jihočeského kraje | 2017      |         | Kategorie „Masopust masks in Milevsko“ na Wikimedia Commons                |
| 19/2017                |      | Ochotnické divadlo v České republice                                                                                      | Národní informační a poradenské středisko pro kulturu, Praha                 | | 2017      |         | Kategorie „Amateur theatre“ na Wikimedia Commons                           |
| 20/2017                |      | Ruční výroba masopustních masek v Zákupech                                                                                | Muzeum Českého ráje v Turnově                                                | Seznam nemateriálních statků tradiční lidové kultury Libereckého kraje | 2017      |         |                                                                            |
| 21/2017                |      | Velikonoční slavnosti Matiček a Ježíškových Matiček na Hané                                                               | Olomoucký kraj                                                               | Seznam nemateriálních statků tradiční lidové kultury Olomouckého kraje | 2017      |         | Kategorie „Timber floating“ na Wikimedia Commons                           |
| 22/2017                |      | Tradice vorařství na řece Vltavě                                                                                          | Vltavan Čechy                                                                | Seznam nemateriálních statků tradiční lidové kultury Jihočeského kraje, Seznam nemateriálních statků tradiční lidové kultury Středočeského kraje, Krajský seznam nemateriálních statků tradiční lidové kultury v hlavním městě Praze | 2017      |         | Kategorie „Timber floating“ na Wikimedia Commons                           |
| 23/2018                |      | Technologie pivovarnického bednářství                                                                                     | Plzeňský Prazdroj, a.s.                                                      | | 2018      |         |                                                                            |
| 24/2018                |      | Technologie tkaní činovati na Horňácku                                                                                    | Národní ústav lidové kultury ve Strážnici                                    | Seznam nemateriálních statků tradiční lidové kultury Jihomoravského kraje | 2018      |         |                                                                            |
| 25/2018                |      | Dudácká tradice v ČR | Národní ústav lidové kultury ve Strážnici                                    | Seznam nemateriálních statků tradiční lidové kultury Plzeňského kraje | 2018      |         | Kategorie „Bagpipes“ na Wikimedia Commons                                  |
| 26/2018                |      | Ruční výroba žinylkových textilií v Hlinsku                                                                               | Pardubický kraj a NPÚ – SLS Vysočina, Hlinsko                                | Seznam nemateriálních statků tradiční lidové kultury Pardubického kraje | 2018      |         |                                                                            |
| 27/2019                |      | Tradice krajkářství na Vamberecku                                                                                         | Královéhradecký kraj                                                         | Seznam nemateriálních statků tradiční lidové kultury Královéhradeckého kraje | 2019      |         | Kategorie „Muzeum krajky Vamberk“ na Wikimedia Commons                     |
| 28/2019                |      | Tradiční hody s právem na Uherskohradišťsku                                                                               | Slovácké muzeum, Uherské Hradiště                                            | Seznam nemateriálních statků tradiční lidové kultury Zlínského kraje | 2019      |         |                                                                            |
| 29/2021                |      | Ruční výroba českého skla                                                                                                 | Muzeum skla a bižuterie, Jablonec nad Nisou                                  | | 2021      |         | Kategorie „Glass in the Czech Republic“ na Wikimedia Commons               |
| 30/2021                |      | Zlatá sobota | Masarykovo muzeum v Hodoníně; Moravské zemské muzeum, Brno                   | Seznam nemateriálních statků tradiční lidové kultury Jihomoravského kraje | 2021      |         |                                                                            |
| 31/2022                |      | Masopustní mečové tance na Uherskobrodsku                                                                                 | Slovácké muzeum, Uherské Hradiště                                            | Seznam nemateriálních statků tradiční lidové kultury Zlínského kraje | 2022      |         |                                                                            |
| 32/2023                |      | Zavádka na Hanáckém Slovácku                                                                                              | Moravské zemské muzeum, Regionální muzeum v Mikulově; Moravské zemské muzeum | Seznam nemateriálních statků tradiční lidové kultury Jihomoravského kraje | 2023      |         |                                                                            |
| 33/2023                |      | Tradice podomáckého broušení drahých kamenů na Turnovsku                                                                  | Muzeum Českého ráje v Turnově                                                | | 2023      |         |                                                                            |
| 34/2024                |      | Pivní kultura v České republice                                                                                           | Český svaz pivovarů a sladoven, z.s.                                         | Seznam nemateriálních statků tradiční lidové kultury Plzeňského kraje, Seznam nemateriálních statků tradiční lidové kultury Jihočeského kraje                                                                                        | 2024      |         | Kategorie „Beers of the Czech Republic“ na Wikimedia Commons               |
| 35/2024                |      | Hořické pašijové hry | Společnost pro zachování Hořických pašijových her, z.s.                      | Seznam nemateriálních statků tradiční lidové kultury Jihočeského kraje | 2024      |         |                                                                            |
| 36/2024                |      | Výroba modrotiskových forem                                                                                               | Muzeum východních Čech v Hradci Králové                                      | Seznam nemateriálních statků tradiční lidové kultury Královéhradeckého kraje | 2024      |         |                                                                            |